# 미키 둘린
마이클 조지프 "미키" 둘린(영어: Michael Joseph "Mickey" Doolin, 1880년 5월 7일~1951년 11월 1일)은 미국의 프로 야구 선수로, 1905년부터 1918년까지 메이저 리그 베이스볼(MLB)에서 유격수로 뛰었다. 필라델피아 필리스, 볼티모어 테라핀스, 시카고 웨일스, 시카고 컵스, 뉴욕 자이언츠, 브루클린 로빈스 등지에서 선수 생활을 했다. 일부 야구 카드에서 이름 표기가 '둘란'(Doolan)으로 되었기 때문에 이름이 잘못 알려지기도 했다. 